# 양영조
양영조(1968년 4월 19일 ~ )은 대한민국의 영화, 연극 배우이다.

## 출연작

### 영화
- 1996년 《깡패 수업》
- 2002년 《라이터를 켜라》 ... 부기관사 역
- 2004년 《효자동 이발사》 ... 종로경찰서 형사 역
- 2005년 《프락치》
- 2005년 《거칠마루》
- 2007년 《수》 ... 유선일 역
- 2007년 《이브의 유혹 : 키스》 ... 현철 역
- 2007년 《만남의 광장》 ... 안 중사 역
- 2008년 《님은 먼곳에》 ... 상길부대 한국 중대장 역
- 2009년 《지금, 이대로가 좋아요》 ... 삼촌 역
- 2010년 《구르믈 버서난 달처럼》 ... 이장각 역
- 2011년 《블라인드》 ... 명진 역
- 2012년 《노리개》
- 2017년 《대립군》 ... 자객두목 역
- 2020년 《낚시》

### 드라마
- 《보고싶다》 (2012년, MBC) - 이수연의 아버지 역
- 《실종느와르 M》 (2015년, OCN) - 박광철 역
- 《유부녀의 탄생》 (2016년, SBS Plus) - 철수 부 역
- 《크리미널마인드》 (2017년, tvN) - ep.19 신문사
- 《미스티》 (2018년, JTBC)
- 《수상한 장모》 (2019년, SBS) - 서한국 역

## 경력
- 1990년 극단 '76' 단원

## 수상
- 2006년 4월 제3회 시라큐스국제영화제 최우수배우상
- 2008년 5월 제29회 서울연극제 신인상